# Hiver québécois

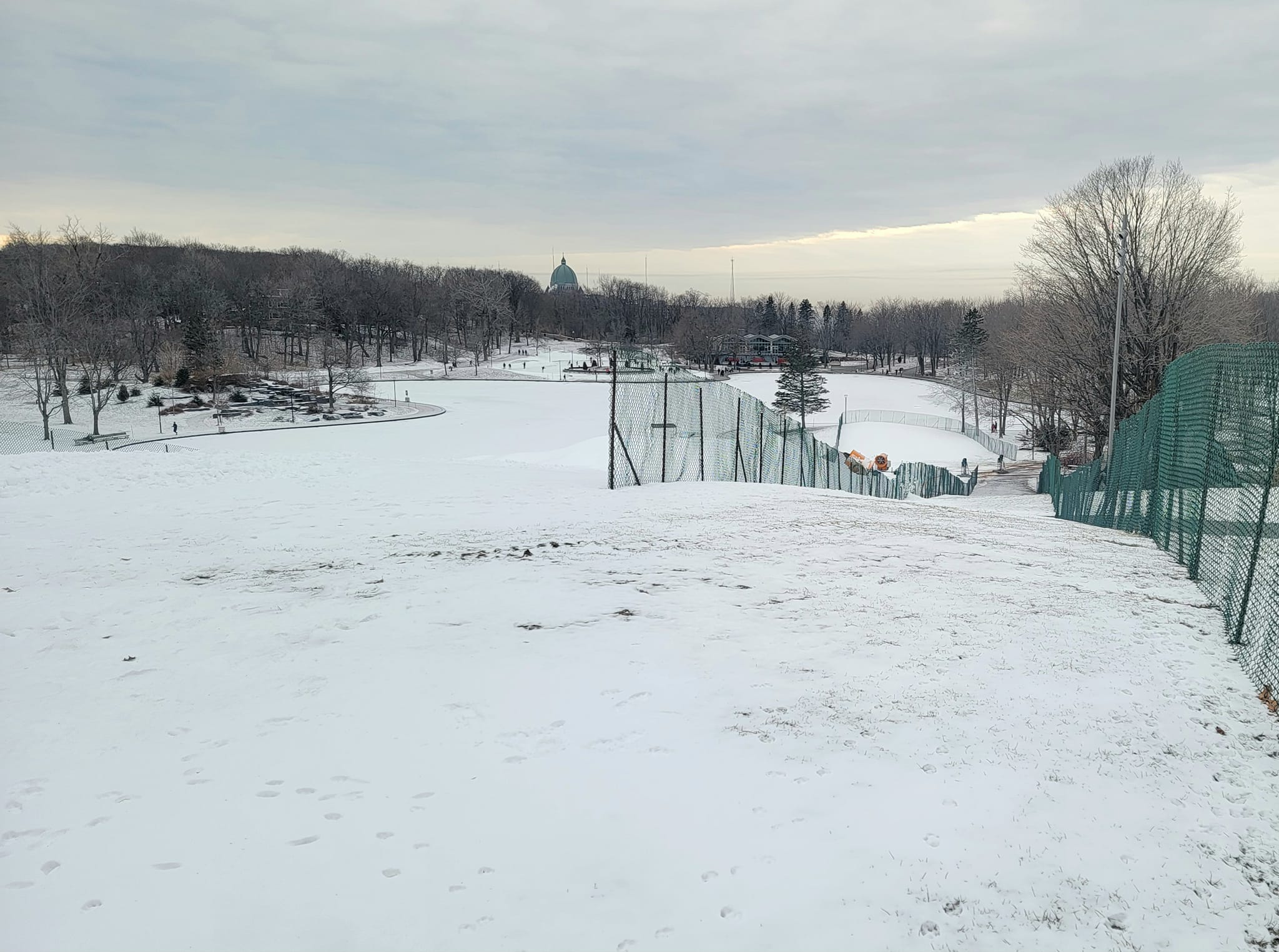
Lac aux Castors (Montreal)

L'hiver québécois est une expression qui rappelle que le climat hivernal local implique froid et neige au sol durant une période pouvant aller jusqu'à plus ou moins cinq mois durant l'année. Il est une composante incontournable de l'art de vivre au Québec.
En janvier, la température moyenne à Montréal oscille entre −5 °C le jour et −14 °C la nuit. Les températures sont inférieures de 2 ou 3 degrés à Québec et en Estrie et un peu plus douces sur la côte gaspésienne et sur les îles du golfe du Saint-Laurent. Au Nunavik, le mercure chute à −20 °C le jour et à −55 °C la nuit.

## Climat

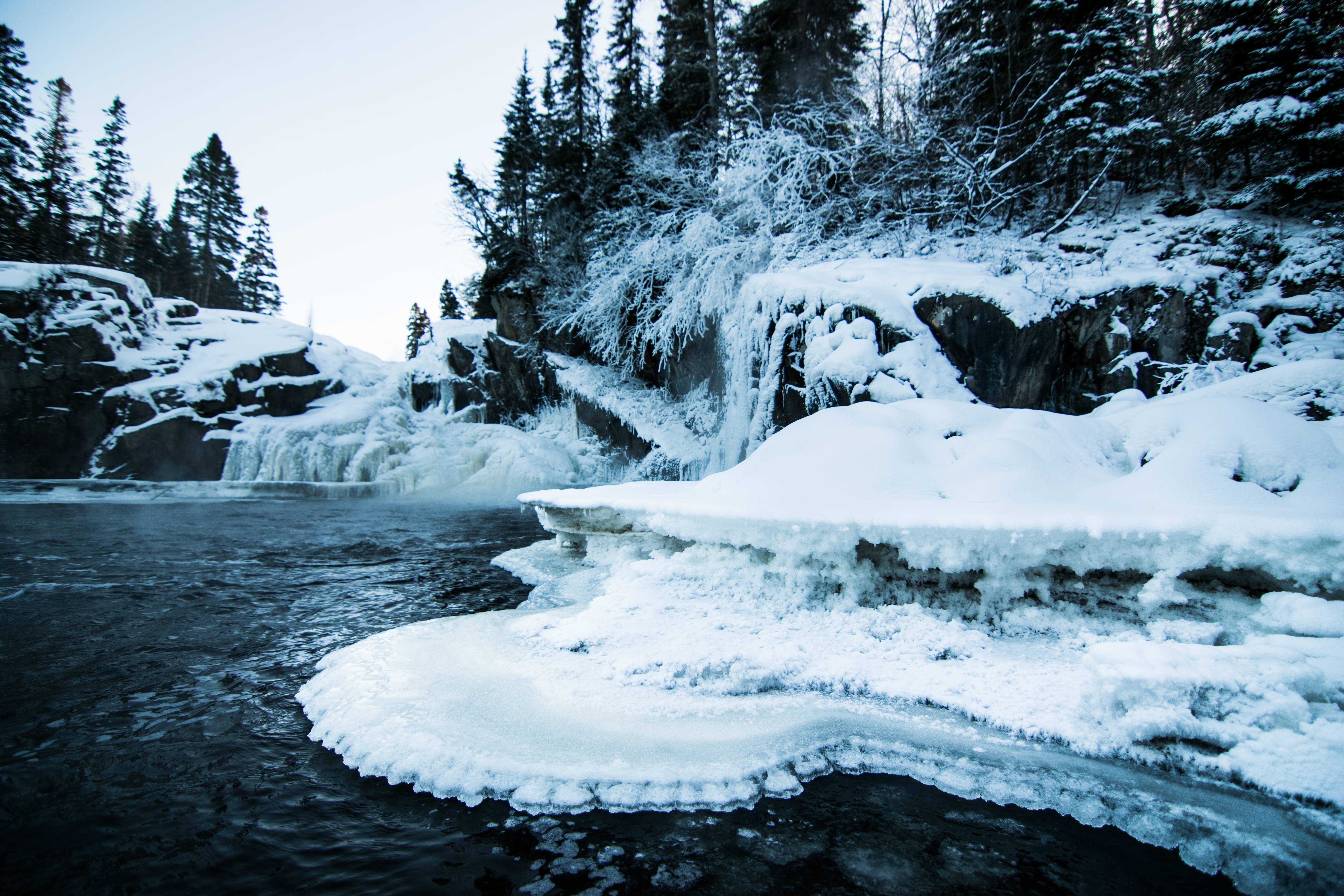
La chute à l'Équerre, située à l'est de Chicoutimi sur la rivière du Moulin.

En raison de sa grande superficie et de son territoire qui s'étend sur 2 000 km entre les 45e et 62e parallèles, le Québec offre une gamme de climats très variés. Pour la plupart des Québécois, l'hiver est une saison qui dure de 4 à 6 mois au sud et de 5 à 8 mois en allant vers le nord.
Les quatre saisons au Québec sont caractérisées par des transitions nettes. Dans les régions au sud du 50e parallèle, le climat de type continental tempéré est caractérisé par des changements de saison marqués. Les régions plus nordiques comprennent une zone subarctique et une zone arctique, où les hivers sont plus froids et plus secs ainsi qu'une zone maritime dans la région du golfe du Saint-Laurent, au climat généralement plus humide.
Dans le sud du Québec, le climat hivernal est caractérisé par une succession de zones de haute et de basse pressions qui entraînent des variations de température de grande amplitude. Les systèmes dépressionnaires en provenance du sud remontent par l'axe Grands Lacs—Saint-Laurent. Ainsi, il n'est pas rare de voir en janvier des journées ensoleillées et froides où le mercure ne dépasse pas -15 °C, et des journées pluvieuses où la température grimpe au-dessus de +2 °C. Le Québec est également affecté par les tempêtes qui se déplacent vers le nord, à l'est des Appalaches ainsi que par des systèmes  qui se déplacent de l'ouest et du nord de l'Alberta en traversant la baie d'Hudson, qui ont pour effet d'attirer des masses d'air chaud et humide en provenance du sud des États-Unis.
Les chutes de neige sont abondantes. Les basses-terres du Saint-Laurent, Les vallées et les plaines du Saguenay-Lac-Saint-Jean et la vallée de l'Outaouais (Québec) reçoivent entre 200 et 300 cm, une quantité qui passe à 400 cm dans le Bas-Saint-Laurent et en Gaspésie et à 500 cm sur la Côte-Nord. Une année sur deux, on enregistre les premiers flocons de neige avant la fin septembre aux points les plus nordiques et avant la fin octobre au centre du Bouclier laurentien. En moyenne, la première neige arrive le 7 novembre à Québec et à Sherbrooke et trois jours plus tard dans la métropole.

## Adaptation

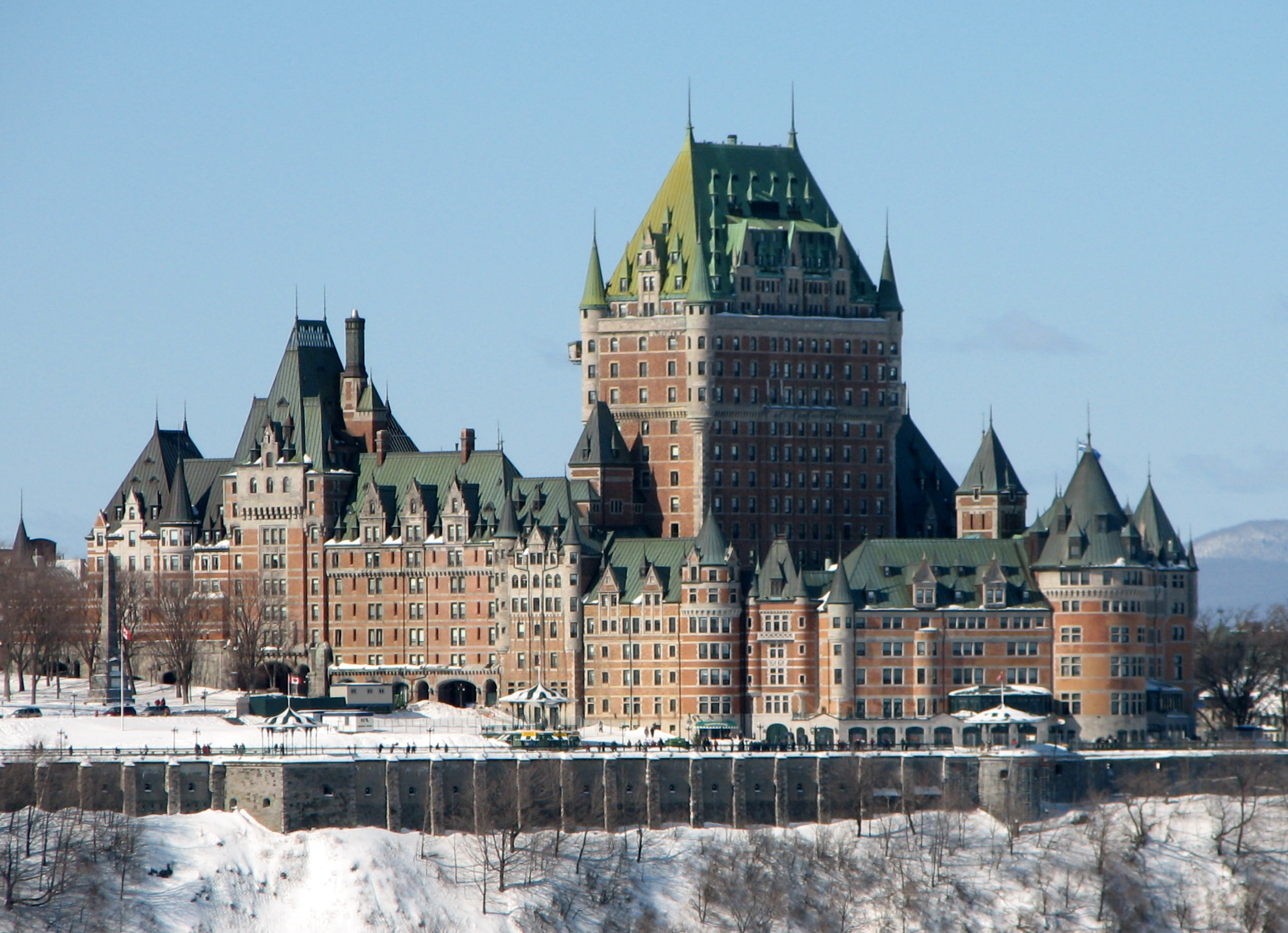
Le Château Frontenac, en mars 2008

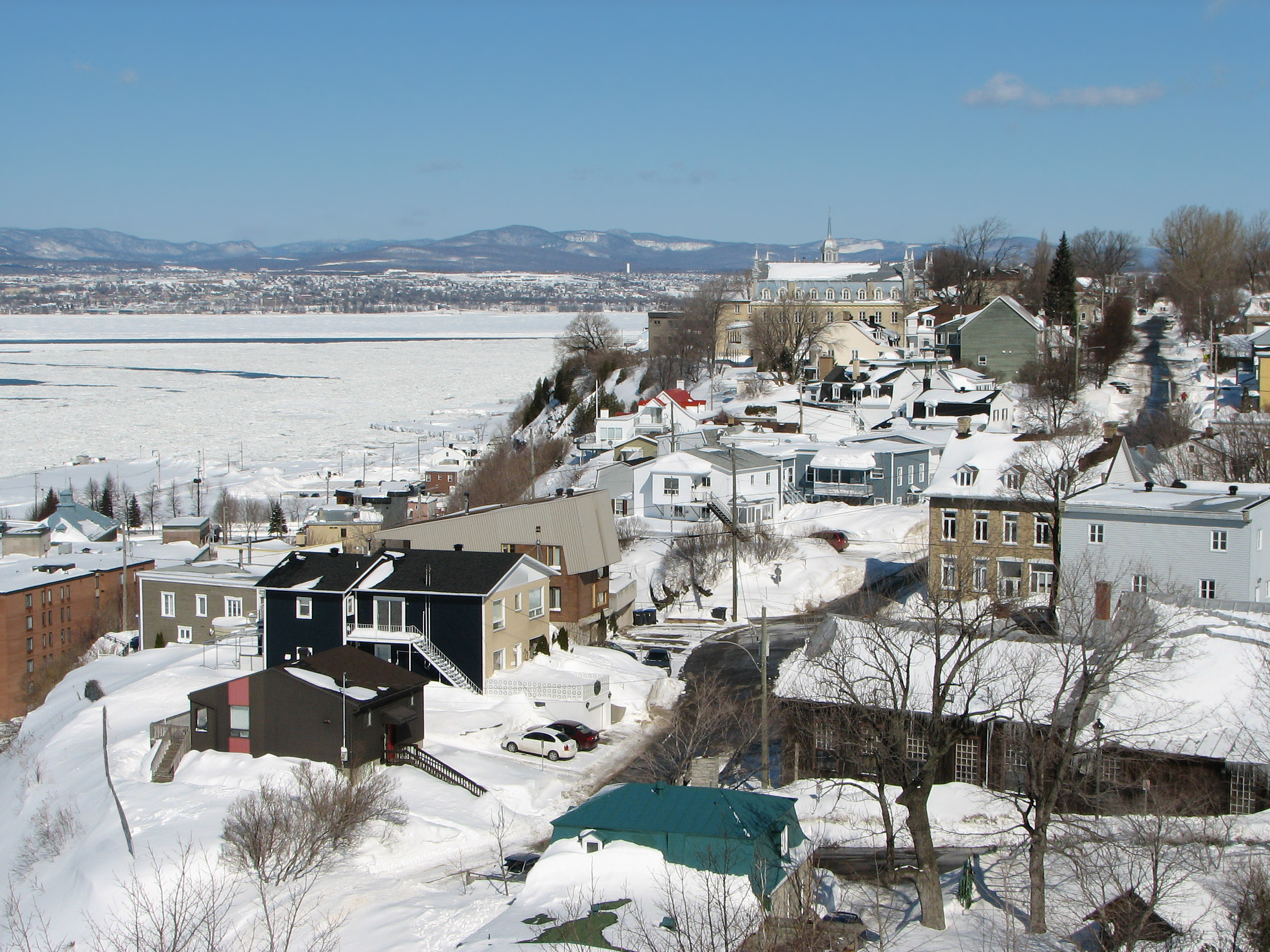
Ville de Lévis et le fleuve Saint-Laurent en hiver

L'ethnologue Sophie-Laurence Lamontagne soutient que l'hiver est un élément fondamental de la culture québécoise. En bousculant le quotidien des arrivants et force le passage d'une culture européenne à une autre, la québécoise. Cette adaptation graduelle passe par trois phases, d'abord une phase d'appréhension, suivi de la familiarisation et de la compréhension et se conclut par la domestication, qui établit « un équilibre entre la nature et l'homme, entre le climat et l'expression des besoins ».
Le Nouveau-Monde réservait en effet « une forte mauvaise surprise » aux premiers explorateurs européens, raconte l'anthropologue québécois, Bernard Arcand. « Face au froid qui allait durer des semaines, la catastrophe était inévitable  : en trois mois 25 des 110 marins de Cartier moururent ». L'expédition de Pierre de Chauvin, en 1600, n'eut guère plus de chance  : il laissa 30 marins à Tadoussac à l'automne ; à son retour au printemps, il n'en restait plus que 11.
Les témoins des premières années en Nouvelle-France témoignent des rigueurs du climat. Sœur Morin, décrit l'angoisse vécue au cours de l'hiver 1640 en concluant que le froid « ne peut être compris que par ceux qui le souffrent ». En 1721, le père Charlevoix écrit : « ainsi n'ais-je jamais passé d'hiver dans ce pays, que je n'aie vu apporter à l'hôpital quelqu'un, à qui il fallait couper des bras et des jambes gelés ».
Dès cette époque, les nécessités vitales de la vie en hiver, s'abriter, manger, se déplacer et se couvrir ont mobilisé d'importantes énergie et inspiré une série d'adaptations, qu'il s'agisse d'architecture, d'aménagement du territoire, de transport ou de génie.

### Architecture
(mai 2014).
Si vous disposez d'ouvrages ou d'articles de référence ou si vous connaissez des sites web de qualité traitant du thème abordé ici, merci de compléter l'article en donnant les références utiles à sa vérifiabilité et en les liant à la section « Notes et références ».

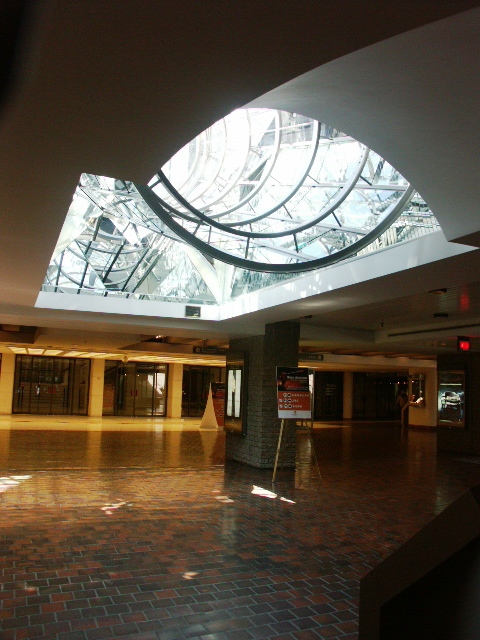
Puits de lumière dans le corridor de la Place des Arts vers le métro et l'UQAM.

Au cours des quatre derniers siècles, les Québécois ont fait preuve d'ingéniosité afin de se prémunir contre certains aspects de l'hiver. Dès la fin de l'automne, de nombreux Québécois érigent des abris temporaires pour bénéficier d'un emplacement de stationnement sans avoir à déneiger leur entrée de garage. L'utilisation systématique d'isolation thermique et des fenêtres doubles et même triples améliorent l'étanchéité de l'enveloppe des édifices. Contrairement à d'autres pays nordiques, on retrouve très peu de chauffage collectif au Québec et l'électricité est devenue au cours des 30 dernières années la principale forme d'énergie utilisée pour le chauffage. 
Plusieurs complexes immobiliers ont mis en place des réseaux de tunnels afin de circuler d'un édifice à l'autre. C'est le cas par exemple du campus de l'Université Laval à Québec. Toutefois, le plus imposant réseau souterrain est sans contredit le RÉSO de Montréal. Le réseau consiste en 32 km de tunnels et couvre une superficie de 12 km2. Il relie 60 complexes commerciaux et résidentiels, soit 80 % de l'espace de bureau et 35 % de l'espace commercial de l'arrondissement de Ville-Marie. On y retrouve des banques, des hôtels, des centres commerciaux, des sièges sociaux, des édifices universitaires, des résidences de luxe, ainsi que sept stations de métro et deux gares. Plus de 500 000 personnes l'utilisent quotidiennement, surtout l'hiver.

### Énergie

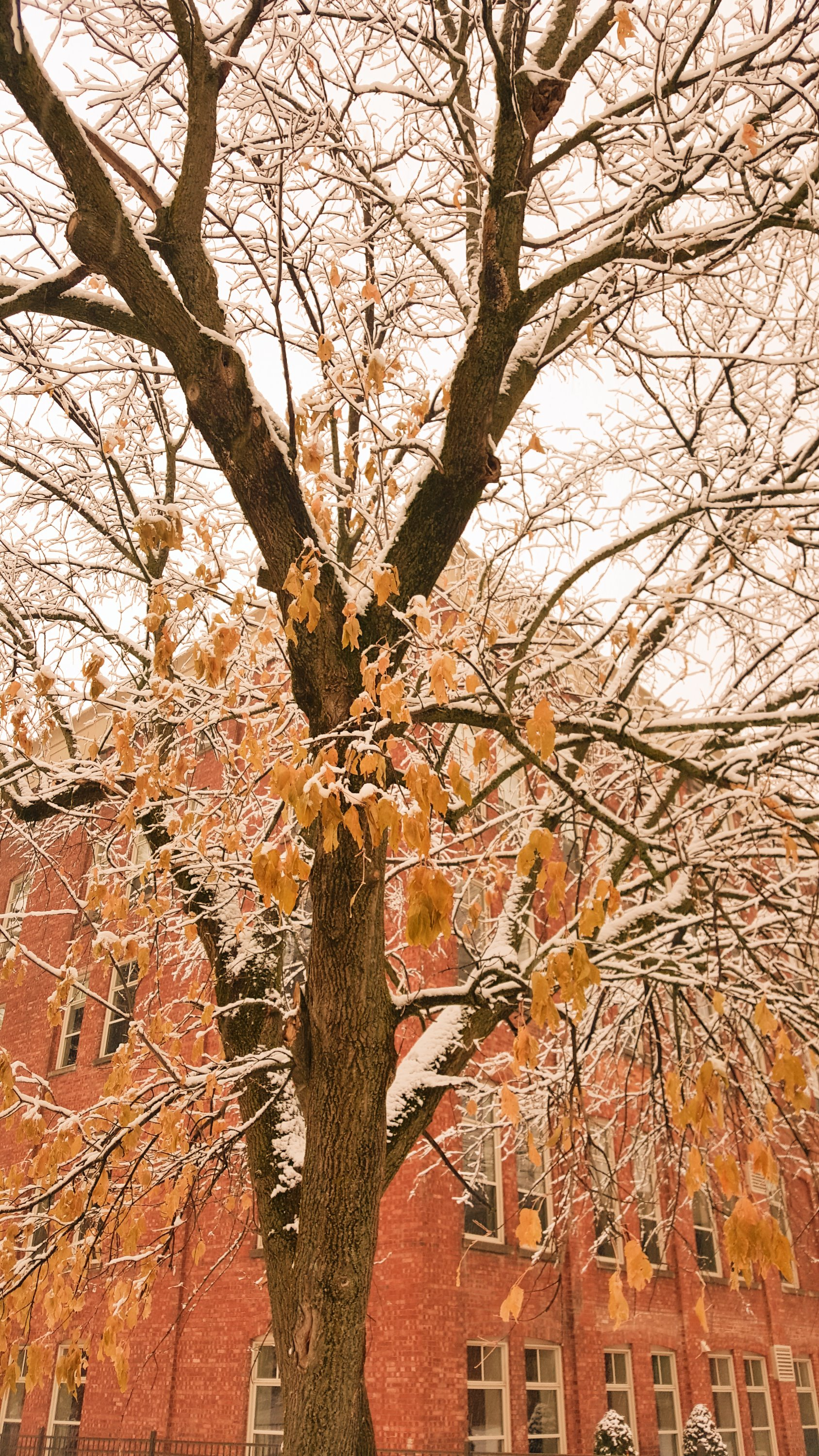
Un arbre en hiver québécois

L'hiver rigoureux a des conséquences sur la consommation d'énergie des ménages québécois ; 68 % des résidences utilisent le chauffage électrique pour se garder au chaud durant la saison froide.
Selon le distributeur d'électricité Hydro-Québec, estime que le chauffage est responsable de plus de la moitié de la consommation électrique d'une résidence au Québec, qui s'établit à près de 17 000 kilowattheures par année.
Ainsi, les pointes de consommation d'électricité sont fortement corrélées avec la température extérieure. Le record de consommation a été battu le 3 février 2023 , avec une demande en puissance de 42 701 mégawatts. Cette journée là, les minimums était près des -30 degrés celsius.

### Transports

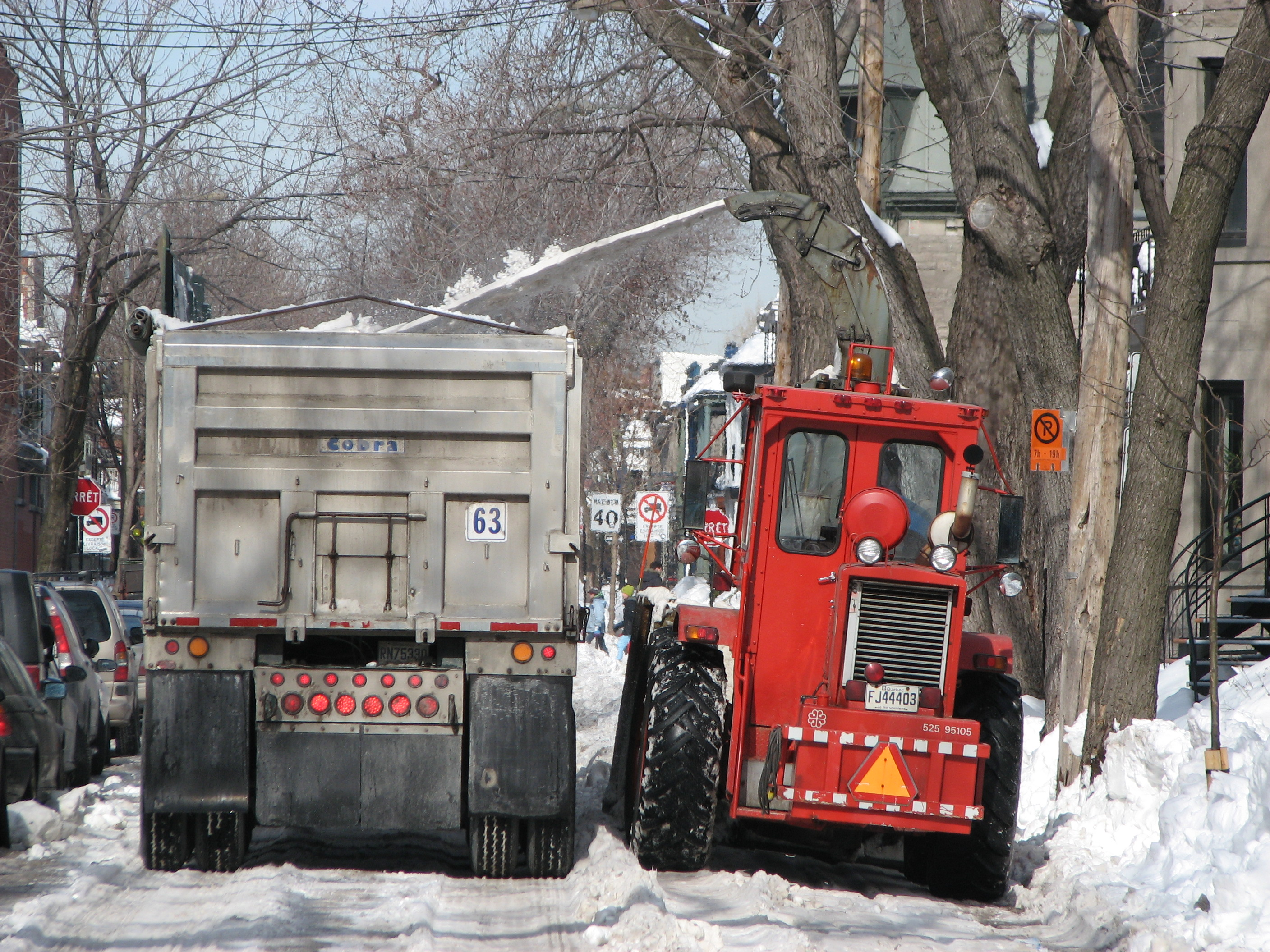
Déneigement des rues de Montréal

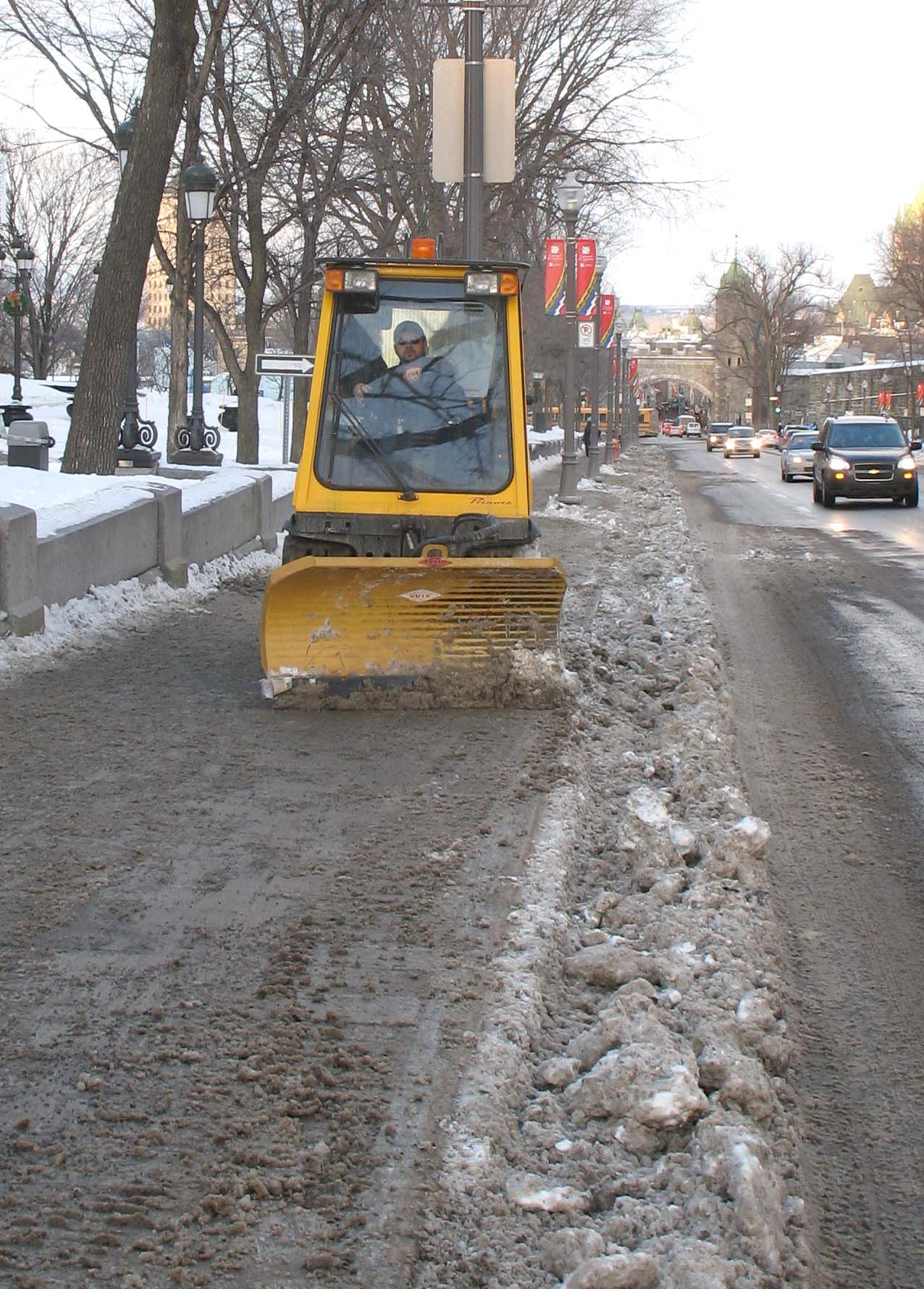
« Gratte » de trottoir à Québec

Au fil des ans, les autorités québécoises ont développé des moyens de réduire l'impact de l'hiver sur les mouvements des biens et des personnes. Le ministère des Transports du Québec et les municipalités ainsi que le gouvernement fédéral, dans ses champs de compétence, investissent en conséquence des montants considérables afin d'assurer la continuité des transports en saison hivernale. Par exemple, il a fallu débourser environ 261 millions de dollars pour déneiger la Belle-Province en 2014 selon transport Québec.

### Réseau routier
Les villes québécoises consacrent une partie importante de leurs budgets à l'entretien des routes en hiver, notamment pour le déneigement. Pour la seule ville de Québec, le budget annuel d'enlèvement de la neige au cours d'une saison comportant une accumulation moyenne de 320 cm est estimé à 60 millions de dollars soit près de 5 % de son budget. Les opérations de déneigement des 2 550 km de rues et de 1 160 km de trottoirs requièrent la mobilisation de 1 250 véhicules – souffleuses, chasse-neige, niveleuses, camions-bennes, saleuses, chasse-neige de trottoirs, etc..
Selon les endroits, la neige est poussée sur le bord de la chaussée ou dans les fossés ou soufflée sur les terrains. Dans les quartiers plus densément peuplés, la neige est chargée dans des camions-bennes. Pour des raisons de protection de l'environnement, la neige n'est plus déchargée dans les cours d'eau. Elle est plutôt laissée dans des dépôts, où elle fondra avec le retour du printemps.[réf. nécessaire]
Les mois d'hiver, suivis du dégel printanier, entraînent des coûts supplémentaires pour les exploitants du réseau routier. Le cycle de gel et de dégel annuel détériore les chaussées, ouvrant des nids-de-poule ou des fissures sur la voie publique.
Certains cours d'eau, comme le fleuve St-Laurent ou les rivières Chaudière ou Richelieu, deviennent l'hiver venu des ponts de glace. Cette pratique remonte à la Nouvelle-France, mais est moins présente que dans le passé, notamment en raison du réchauffement climatique.

### Transport maritime

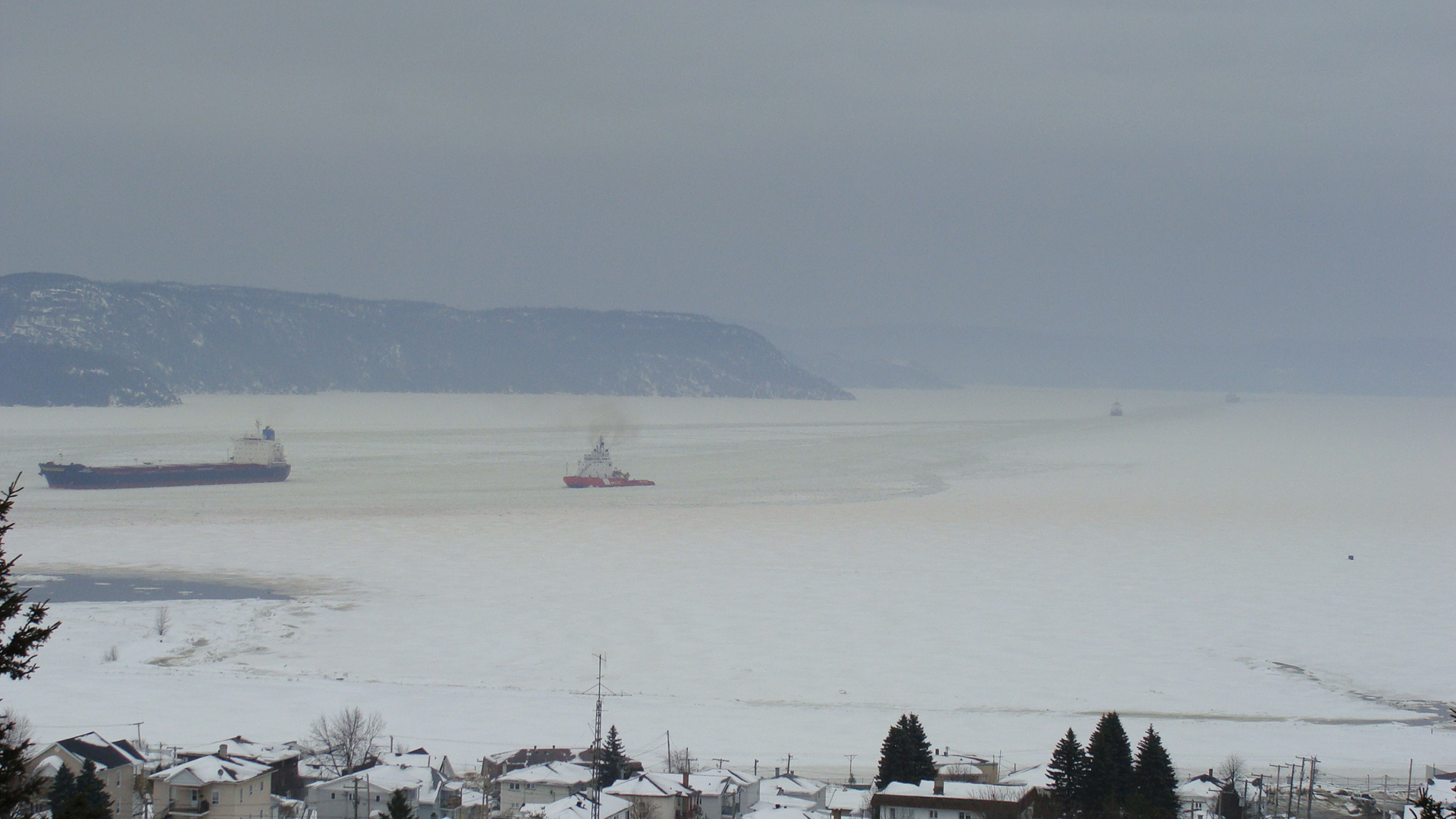
Navires sur le Saguenay, à La Baie.

Les transports maritimes sont également affectés par la saison froide. Le fleuve Saint-Laurent est gelé de la fin décembre à la fin mars. La garde côtière canadienne opère un service de brise-glace afin d'ouvrir un canal navigable entre Montréal, le golfe du Saint-Laurent et l'océan Atlantique, mais les conditions de navigation restent extrêmement difficiles entre novembre et avril.

### Vêtements
Au fil des siècles, l'habillement en hiver au Québec a évolué en réponse aux conditions climatiques extrêmes qui caractérisent la saison hivernale dans cette région du Canada. Les premiers habitants, les Autochtones, utilisaient des vêtements en peau d'animaux et des techniques de tissage pour se protéger du froid intense. Avec l'arrivée des colons européens, de nouveaux matériaux et styles vestimentaires ont été introduits, marquant le début d'une adaptation continue aux hivers rigoureux du Québec.
Aujourd'hui, la tradition vestimentaire hivernale au Québec repose sur une approche multicouche visant à fournir une protection maximale contre le froid. La tuque, ou bonnet, est un élément essentiel pour couvrir la tête et les oreilles. Généralement tricotée en laine ou doublée de polaire, elle ajoute une touche de chaleur tout en permettant parfois d'afficher des motifs ludiques ou des symboles culturels.
Les manteaux d'hiver, souvent rembourrés et dotés de capuchons doublés de fourrure, sont une pièce maîtresse de l'habillement hivernal. Ils offrent une protection contre les vents glacés et les températures glaciales. Les Québécois optent généralement pour des manteaux imperméables afin de repousser la neige fondue.
Les chandails en laine, les cache-cous, et les gants isolés complètent l'ensemble pour maintenir la chaleur corporelle. Les pantalons imperméables ou les salopettes, souvent associés à des bottes isolées, protègent les jambes et les pieds des conditions hivernales difficiles.
Les bottes d'hiver, parfois accompagnées de couvre-chaussures,, sont conçus pour empêcher la neige de pénétrer tout en assurant une isolation thermique adéquate. Ces chaussures spéciales jouent un rôle crucial dans la préservation du confort des pieds par temps glacial.

## Culture

### Chanson
Gilles Vigneault a chanté son hymne à l'hiver dans l'une de ses chansons les plus connues, Mon Pays : « Mon pays ce n'est pas un pays, c'est l'hiver ». Il n'est ni le seul ni le premier à avoir été marqué par le passage des saisons. Pauline Julien, Félix Leclerc, Claude Léveillée, Richard Desjardins et Monique Leyrac l'ont tous chanté à un moment ou l'autre. Robert Charlebois l'a fui dans Demain l'hiver (1967, s'enfuyant de l'hiver au sud) et Je reviendrai à Montréal (1976, nostalgie de l'hiver) tandis que Beau Dommage l'apprécie dans J'aime l'hiver. Les Cowboys fringants s'y préparent en attachant leur tuque avec de la broche dans L'hiver approche. Joe Dassin fait référence à l'hiver québécois dans sa chanson Les Yeux d'Émilie, « Mais l'hiver vient d'éclater, le Saint-Laurent est prisonnier d'un décembre qui va bien durer six mois ».

### Cinéma et télévision
De nombreux réalisateurs québécois ont été inspirés par les paysages de l'hiver québécois. La vie heureuse de Léopold Z et Maria Chapdelaine de  Gilles Carle, Mon oncle Antoine de Claude Jutra (1970), (1983)  et La Guerre des tuques d'André Melançon (1984) figurent parmi les plus connus et appréciés du public.
L'hiver québécois est également au cœur du vidéoclip de la chanson Seigneur de Kevin Parent.

### Littérature
« Ah! comme la neige a neigé!
Ma vitre est un jardin de givre. »

— Émile Nelligan, Soir d'hiver
Le poète québécois du début du XXe siècle Émile Nelligan a fait de l'hiver québécois le thème de l'une de ses principales œuvres, Soir d'hiver, qui a marqué la poésie québécoise.
Louis-Honoré Fréchette quant à lui, comparait la rudesse de l'hiver à celle des politiciens dans son poème intitulé « Décembre », comme ces vers en témoignent :
«  Des hivers boréaux tous les sombres ministres 
« Montrent à l'horizon leurs figures sinistres ; 
« Le froid darde sur nous son aiguillon cruel.»
Dans son poème « Il neige, » William Chapman réfère l'hiver à la mort et la neige à un linceul :
« Un groupe, vêtu de noir, suit,
« Muet, le lourd traîneau funèbre.
« Déjà du ciel descend la nuit,
« Déjà la route s'enténèbre.»
Outre la poésie. plusieurs proses québécoises usent aussi du thème de l'hiver. Il n'est pas rare que ce thème soit utilisé à toutes sortes d'aspects puisque que l'hiver perdure généralement de 5 à 6 mois dans le Sud de la province (qui est la partie la plus peuplée de cette province). Parmi les proses qui fondent leur intrigue sur l'hiver, il y a la plus connue, soit « La chasse galerie » d'Honoré Beaugrand où des bûcherons sont prisonniers des chantiers dans le Nord parce que, l'hiver ayant étendu son empire, la rivière Gatineau est gelée et ils ne peuvent donc plus rejoindre leur famille pour le temps des fêtes. Il y a aussi « Le survenant » de Germaine Guèvremont dans lequel la famille accorde beaucoup d'importance à la préparation à l'hiver où les temps seront plus rudes.

### Peinture

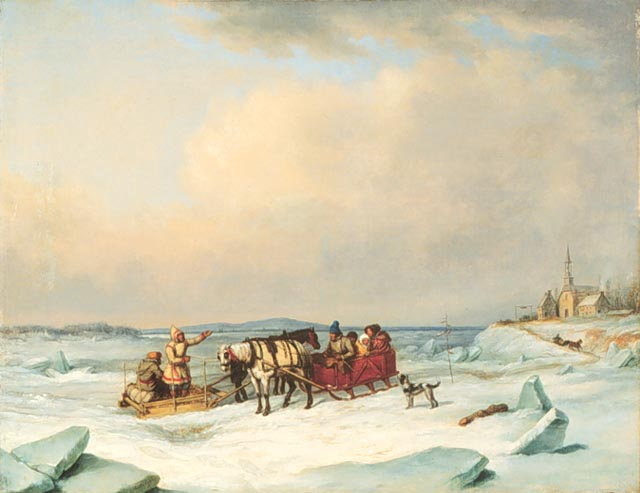
Cornelius Krieghoff, Le Pont de glace à Longue-Pointe, huile sur toile, 1847-1848.

Parmi les peintres qui ont représenté l’hiver, on peut nommer Cornelius Krieghoff (1815-1872), Horatio Walker (1858-1938), Maurice Cullen (1866-1934), Jean Paul Lemieux (1904-1990), Francesco Iacurto (1908-2001).

### Gastronomie
- Le cidre de glace est une boisson développée au Québec suivant l'exemple des vins de glace.
- Les produits de l'érable, une contribution importante des Autochtones qui a rapidement été adoptée par les premiers habitants de la Nouvelle-France. Au printemps, les érables dégèlent et l'eau d'érable s'écoule par un trou percé dans le tronc des arbres, afin d'être bouilli à plusieurs stades afin de créer des desserts comme la tire d'érable, le beurre d'érable ainsi que le sirop d'érable. 72 % du sirop d'érable mondial est produit au Québec[20]

## Activités hivernales

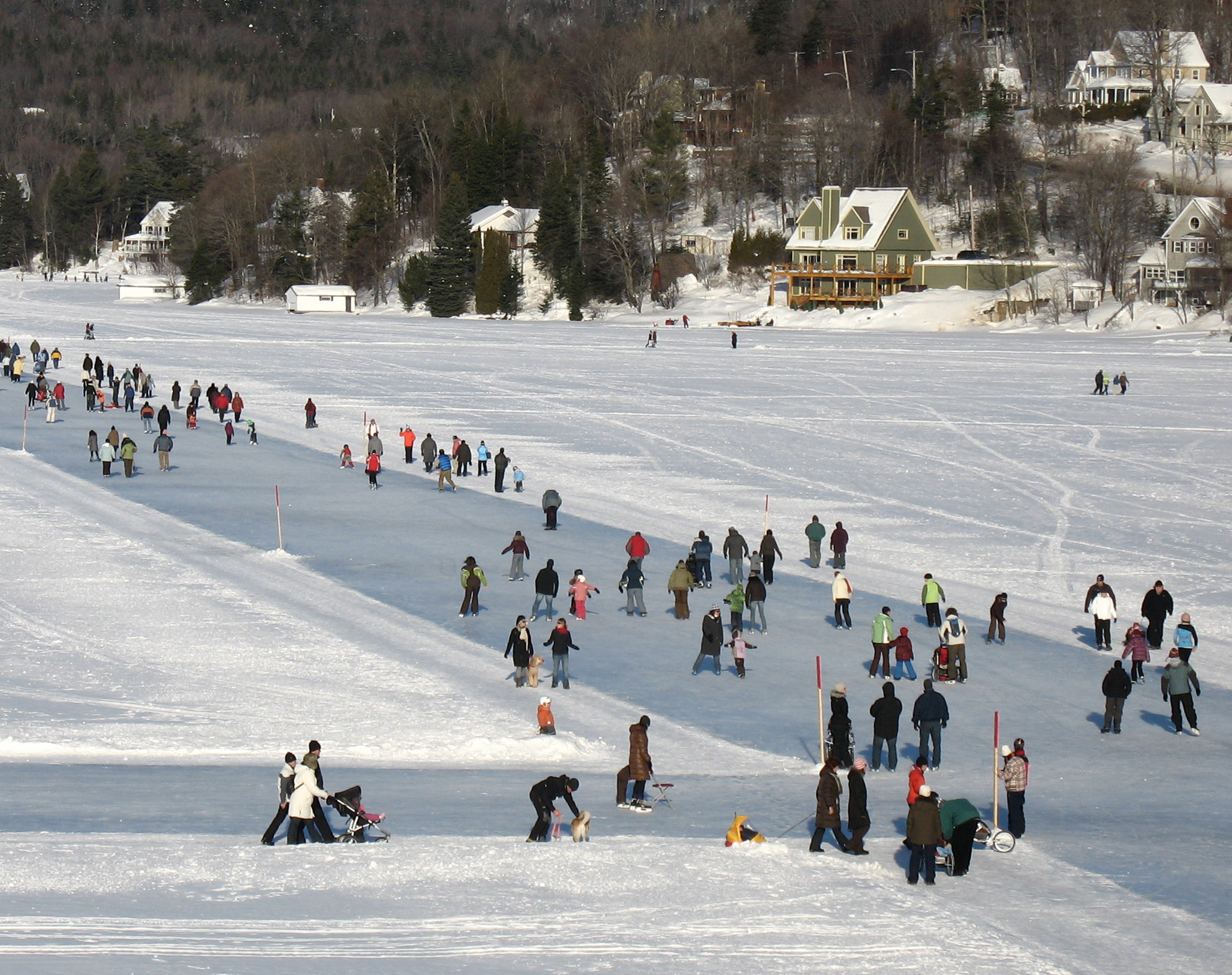
Patinage et promenade sur un lac gelé.

### Sports
- Hockey sur glace
- Hockey d'antan
- Patinage
- Raquette à neige
- Ski de fond
- Ski alpin
- Glissade
- Fatbike

### Loisirs

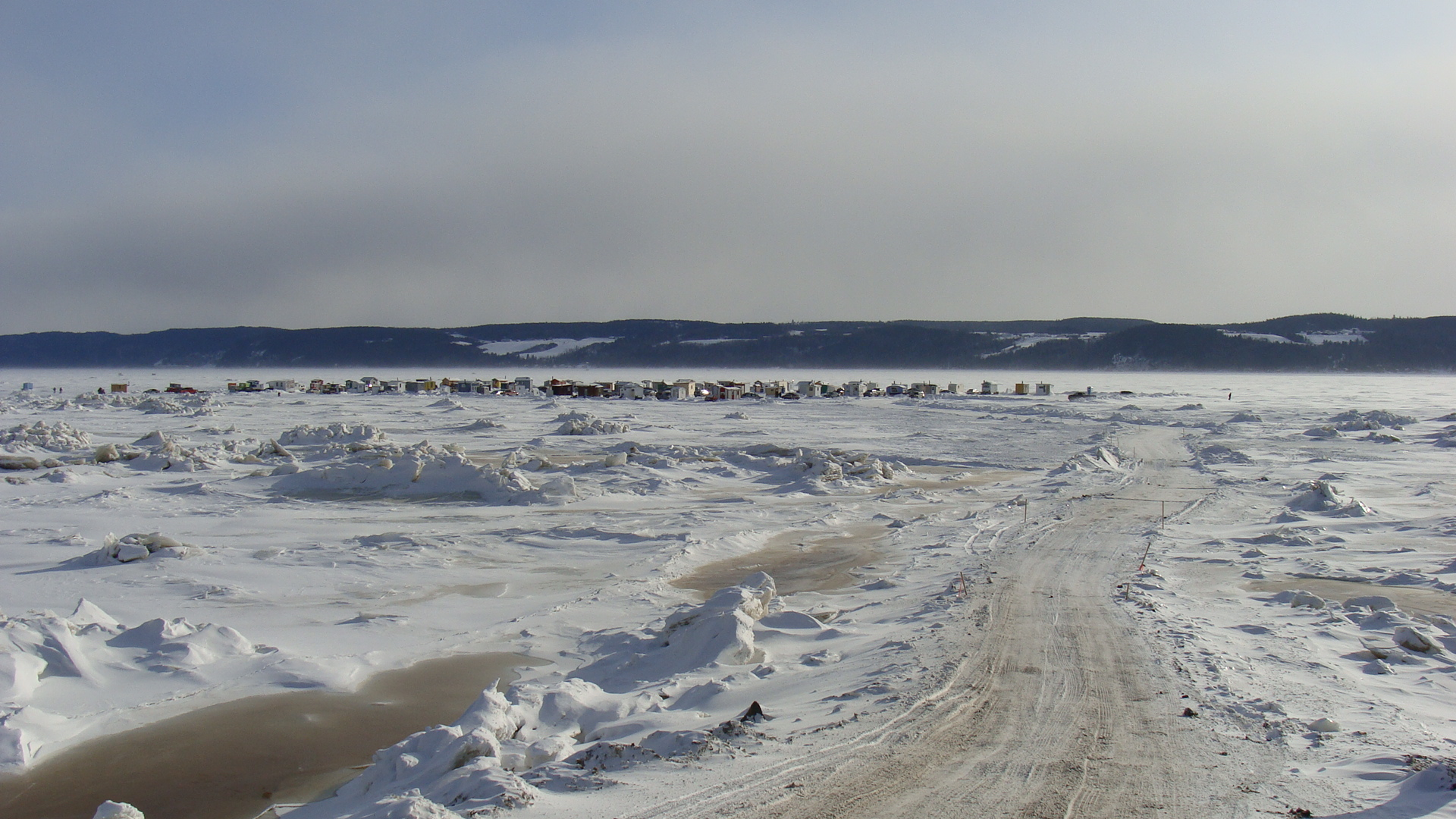
Pêche sur la glace à Saint-Fulgence au Saguenay.

- Motoneige
- Traîneau à chien
- Carnavals
- Pêche sur glace
- Trappage
- Cabane à sucre